# SUMMER MAGIC
「SUMMER MAGIC」（サマー・マジック）は、Trignalの1枚目のシングル。2013年7月31日にKiramuneから発売された。

## 概要
1stミニアルバム『PARTY』以来、約7ヶ月ぶりのリリース。まさに夏らしさ全開といった感じの表題曲「SUMMER MAGIC」のほか、カップリングには「Win-possible!」と「恋のメリーゴーランド」を収録。

## 収録曲
CD
1. SUMMER MAGIC [3:52]
作詞：こだまさおり、作曲・編曲：板垣祐介
2. Win-possible! [4:09]
作詞：松井洋平、作曲・編曲：黒須克彦
3. 恋のメリーゴーランド [3:48]
作詞：春和文、作曲・編曲：増田武史

DVD（豪華盤のみ）
1. SUMMER MAGIC（Music Clip）[1]
2. TRAILER